# NGC 3976
NGC 3976 est une galaxie spirale barrée située dans la constellation de la Vierge. NGC 3976 a été découverte par l'astronome germano-britannique William Herschel en 1784.

## Caractéristiques
La classe de luminosité de NGC 3976 est II et elle présente une large raie HI.

### Distance
Sa vitesse par rapport au fond diffus cosmologique est de 2 852 ± 25 km/s, ce qui correspond à une distance de Hubble de 42,1 ± 3,0 Mpc (∼137 millions d'al).
À ce jour, une vingtaine de mesures non basées sur le décalage vers le rouge (redshift) donnent une distance de 32,380 ± 6,134 Mpc (∼106 millions d'al), ce qui est tout juste à l'extérieur des valeurs de la distance de Hubble. Notons cependant que c'est avec la valeur moyenne des mesures indépendantes, lorsqu'elles existent, que la base de données NASA/IPAC calcule le diamètre d'une galaxie et qu'en conséquence le diamètre de NGC 3976 pourrait être d'environ 46,5 kpc (∼152 000 al) si on utilisait la distance de Hubble pour le calculer.

### Galaxie de Seyfert
NGC 3976 est une galaxie active de type Seyfert 2. Selon la base de données Simbad, NGC 3976 est une galaxie de Seyfert de type 2.

## Galaxies satellites
Le relevé astronomique SAGA destiné à la recherche de galaxies satellites en orbite autour d'une autre galaxie a permis de confirmer la présence de deux galaxies satellites pour NGC 3976.

## Trou noir supermassif
Selon les auteurs d'un article publié en 2012, la masse du trou noir supermassif au centre de NGC 3976 est de 110 millions de {\displaystyle M_{\odot }}. La connaissance de sa masse et de son taux d'accrétion permet d'estimer le taux de formation d'étoiles dans la région centrale des galaxies de type Seyfert. Ce taux pour cette galaxie serait à l'intérieur et à l'extérieur d'un rayon de 1 kpc respectivement de 0,093 {\displaystyle M_{\odot }}/an  et de 1,7 {\displaystyle M_{\odot }}/an.